# Bastián Tapia
Bastián Ignacio Tapia Sepúlveda (Antofagasta, Chile; 9 de agosto de 2002) es un futbolista chileno, se desempeña como defensa y actualmente milita en Cobreloa de la Primera B de Chile.

## Trayectoria
Oriundo del sector norte de la ciudad de Antofagasta, tuvo sus primeros pasos en el fútbol en el club Impacto del exfutbolista Jaime Vildósola. A los 15 años, ingresó a las divisiones inferiores de Deportes Antofagasta, donde jugó unos pocos partidos y volvió al fútbol amateur.  Tras un torneo de verano, fue visto por un veedor de la Universidad de Chile, que lo invitó a probarse a Santiago. Tapia pasó la prueba, pasando a formar parte de la Sub-15 del conjunto laico.
Hizo su debut profesional por Deportes Iquique durante 2021 en la Primera B. En enero de 2022 vuelve de préstamo a Universidad de Chile y se anuncia que será parte del primer equipo, haciendo su debut el 6 de febrero de 2022 frente a Unión La Calera en calidad de titular. Su segunda aparición oficial con la "U" ocurrió en el Superclásico disputado el 6 de marzo ante Colo-Colo en el Estadio Monumental, registrando un autogol a los 10' y siendo expulsado en los descuentos de la derrota 4-1 frente al archirrival.
El 18 de enero de 2023 es anunciada su cesión a Audax Italiano por toda la temporada 2023. Tras sumar escasos minutos, en julio el conjunto laico rescindió su préstamo, para volver a cederlo, esta vez a Cobreloa de la Primera B chilena.

## Estadísticas

### Clubes
| Club                         | Div        | Temporada  | Liga  | Liga  | Copas nacionales | Copas nacionales | Torneos internacionales | Torneos internacionales | Total | Total |
| Club                         | Div        | Temporada  | Part. | Goles | Part.            | Goles            | Part.                   | Goles                   | Part. | Goles |
| ---------------------------- | ---------- | ---------- | ----- | ----- | ---------------- | ---------------- | ----------------------- | ----------------------- | ----- | ----- |
| Deportes Iquique · Chile     | 2.ª        | 2021       | 12    | 0     | 3                | 0                | —                       | —                       | 15    | 0     |
| Deportes Iquique · Chile     | Total club | Total club | 12    | 0     | 3                | 0                | 0                       | 0                       | 15    | 0     |
| Universidad de Chile · Chile | 1.ª        | 2022       | 18    | 2     | 6                | 0                | —                       | —                       | 24    | 2     |
| Universidad de Chile · Chile | Total club | Total club | 19    | 2     | 6                | 0                | 0                       | 0                       | 25    | 2     |
| Audax Italiano · Chile       | 1.ª        | 2023       | 4     | 0     | 0                | 0                | —                       | —                       | 4     | 0     |
| Audax Italiano · Chile       | Total club | Total club | 4     | 0     | 0                | 0                | 0                       | 0                       | 4     | 0     |
| Cobreloa · Chile             | 2.ª        | 2023       | 15    | 0     | 2                | 0                | —                       | —                       | 15    | 0     |
| Cobreloa · Chile             | 2.ª        | 2024       | 17    | 2     | 0                | 0                | —                       | —                       | 17    | 2     |
| Cobreloa · Chile             | Total club | Total club | 33    | 2     | 2                | 0                | 0                       | 0                       | 33    | 2     |
| Total club                   | Total club | Total club | 43    | 4     | 11               | 0                | 0                       | 0                       | 77    | 4     |
| 1. 2.                        |            |            |       |       |                  |                  |                         |                         |       |       |

## Palmarés
| Título    | Equipo   | País  | Año  |
| --------- | -------- | ----- | ---- |
| Primera B | Cobreloa | Chile | 2023 |